# Solco gluteo
Il solco gluteo o solco dei glutei (noto anche come piega dei gluteo o piega dei gluteo orizzontale o solco sottogluteo) è una zona del corpo presente negli esseri umani e nelle scimmie antropomorfe, caratterizzata da una solco orizzontale formato dalla parte inferiore dei glutei e la parte posteriore superiore della coscia.
Il solco gluteo è formato nella parte posteriore orizzontale da una piega della pelle dell'articolazione dell'anca su cui è presente del grasso, e non è formato dal bordo inferiore del muscolo grande del gluteo, che attraversa invece la piega obliquamente. Si tratta di una delle principali caratteristiche di definizione dei glutei. I bambini con displasia delle anche sono nati con delle pieghe dei glutei irregolari e essa può essere diagnosticata con un esame fisico e con un'ecografia.